# Aage Nielsen (ingeniør)
 Der er flere personer med dette navn, se Aage Nielsen.
Aage Nielsen (født 24. juni 1873 i Silkeborg, død 6. juli 1945 i Espergærde) var uddannet søofficer, men fik størst betydning som ingeniør og entreprenør. Han var sammen med Rudolf Christiani grundlægger af firmaet Christiani & Nielsen.
Aage Nielsen var søn af kommandør, adm. direktør for Burmeister & Wain Knud C.J. Nielsen og hustru Theodora. 1895 blev han sekondløjtnant i Marinen, 1901 premierløjtnant, men tog afsked 1906 for at hellige sig ingeniørvirksomheden i Christiani & Nielsen, som var blevet stiftet 1904. 1923 blev han kaptajn af reserven.
Han var bestyrelsesmedlem i A/S Recks Opvarmings-Compagni. Han var Ridder af Dannebrog.